# ترن (إيوان)
ترن (بالفارسية: ترن) هي قرية تقع في قسم زرنة الريفي (مقاطعة إيوان) في إيران. يقدر عدد سكانها بـ 420 نسمة .